# Alain Minc
Alain Jacques Richard Minc, conosciuto come Alain Minc (Parigi, 15 aprile 1949), è uno scrittore e politico francese.Nato da una famiglia di immigrati ebrei polacchi. Il padre Joseph Minkowski era un dentista e membro del Partito Comunista, naturalizzato francese nel 1947. 
È sposato e ha tre figli.

## Biografia
Consigliere politico ed economico francese, saggista, politologo, e dirigente d'impresa, Alain Minc è stato il presidente del Consiglio di sorveglianza e della Società dei lettori del quotidiano Le Monde. Esperto di tecnologie dell'informazione, oggi è il presidente di AM Conseil, importante società di consulenza finanziaria per il settore industriale.
Nel 1971, ottiene una laurea in ingegneria (presso l'École nationale supérieure des mines di Parigi), e una laurea in scienze politiche all'Institut d'études politiques di Parigi. Ha in seguito studiato nella prestigiosa École nationale d'administration (ENA) dove si laurea, primo della sua promozione, nel 1975.
Incomincia a lavorare al Ministero delle finanze, presso l'Inspection générale des Finances. Nel 1979 dà le dimissioni e accetta un incarico nella società Saint Gobain. Lascia l'impresa nel 1986 per lavorare con l'imprenditore Carlo De Benedetti e diventa l'amministratore delegato di CERUS. Lascia il gruppo nell'aprile 1991.
Dopo la creazione di Direct 8, canale dell'emittente TNT, Alain Minc diventa editorialista del programma intitolato Face à Alain Minc. Inoltre è l'editorialista europeo del quotidiano Metro e il presidente della ONG EuropaNova.
Legato al presidente francese Nicolas Sarkozy, nel gennaio 2008, ha ricevuto la Legione d'Onore. 

## Opere
- Convivere con il calcolatore, Milano, Bompiani, 1979.
- Il dopo-crisi è cominciato, Venezia, Marsilio, 1984. ISBN 88-317-4692-8.
- Europa, addio. La sindrome finlandese, Venezia, Marsilio, 1984. ISBN 88-317-4900-5.
- L'avvenire dinanzi, Milano, Spirali, 1988. ISBN 88-7770-220-6.
- La nuova rivoluzione. Le sfide del XXI secolo, Milano, Edizioni di Comunità, 1988. ISBN 88-245-0412-4.
- La grande illusione, Milano, Edizioni di Comunità, 1990. ISBN 88-245-0456-6.
- La vendetta delle nazioni, Milano, Sperling & Kupfer, 1993. ISBN 88-200-1492-0.
- Il denaro pazzo, Milano, Spirali/Vel, 1993. ISBN 88-7770-347-4.
- Il nuovo Medioevo, Milano, Sperling & Kupfer, 1994. ISBN 88-200-1898-5.
- La nuova trinità. I giudici, i media, l'opinione pubblica, Roma, Armando, 1997. ISBN 88-7144-669-0.
- Spinoza, un romanzo ebreo, Milano, Baldini & Castoldi, 2002. ISBN 88-8490-122-7.
- Il mondo che verrà. Europa, America, Cina. Vademecum sull'imprevedibile evoluzione di un pianeta sempre più piccolo, Milano, Orme, 2005. ISBN 88-88774-26-2.
- Diavolo di un Keynes. La vita di John Maynard Keynes, Torino, UTET libreria, 2008. ISBN 978-88-02-07947-9.
- I dieci giorni che sconvolgeranno il mondo, Milano, Chiarelettere, 2010. ISBN 978-88-6190-097-4.